# 얼 브라우더

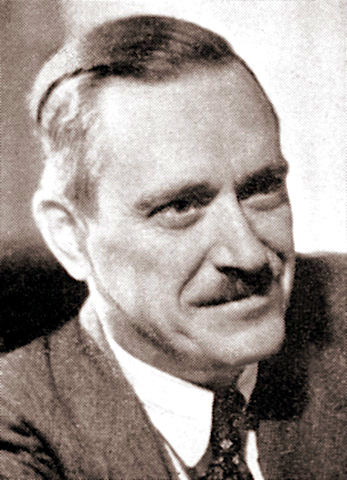
1939년의 얼 브라우더

얼 러셀 브라우더(영어: Earl Russell Browder, 1891년 5월 20일 ~ 1973년 6월 27일)는 미국의 노동, 반전주의 정치운동가였으며 1934년부터 1945년까지 미국 공산당의 당대표였다.
제1차 세계 대전 동안 브라우더는 징병과 전쟁에 대한 양심적 병역 거부자로 연방 교도소에서 복역했다. 석방되자 브라우더는 미국 공산당 운동의 적극적인 일원이 되었고, 곧 중국과 태평양 지역의 적색 노동조합 인터내셔널(프로핀테른)과 코민테른을 대표하여 조직자로 일했다.
1930년에, 경쟁 정파를 지도부에서 제거한 후, 브라우더는 미국 공산당의 총서기로 임명되었다. 그 후 15년 동안 브라우더는 미국 공산주의를 대표하는 인물로서 수십 권의 팜플렛과 책을 썼으며 수많은 대중 연설을 했다. 대통령 선거에도 두 번 출마했다. 브라우더는 또한 당 지도 기간 동안 미국에서 소비에트 정보를 대신하는 활동에 참여하여 민감한 정보를 당에 전달하고자 하는 사람들을 소련국가보안위원회와 접촉하게 했다.
1939년 독일-소련 불가침 조약에 대한 대중의 분노로 브라우더는 여권 사기로 기소되었다. 그는 1940년 초에 두 건의 죄목으로 유죄판결을 받았고 4년의 징역형을 선고받았으나, 항소하는 중에는 신체적으로 자유로울 수 있었다. 1942년 봄, 미국 연방 대법원이 판결을 확정했고 브라우더는 연방 교도소에서 14개월을 복역했다. 브라우더는 1943년에 미국의 전시 단결을 고무하기 위한 일환으로 석방되었다.
브라우더는 제2차 세계 대전 동안 미국과 소련 간의 긴밀한 협력을 굳게 지킨 사람이었으며 전후 몇 년 동안 이 두 군사대국 간의 지속적인 협력을 구상했다. 그는 1944년 미국 공산주의자들의 역할을 광범위한 집권 연합 내의 조직적인 압력 단체의 역할을 보기 위해 미국 공산당을 "공산주의 정치 협회"로 변모시켰다. 그러나 프랭클린 D. 루스벨트 대통령의 서거에 이어서 냉전과 공산주의에 대한 미국 내부의 반감이 순식간에 싹텄다. 브라우더는 미소간 협력이라는 자신의 관점을 정치 현실의 변화에도 불구하고 고수했으며, 이로 인해 1946년 초 재창당한 공산당에서 출당당했다.
브라우더는 뉴욕주 용커스에 있는 그의 집에서 여생을 비교적 조용히 살았고, 뉴저지주 프린스턴으로 거처를 옮겨 1973년에 죽을 때까지 머물렀다. 그는 정치 문제에 관한 수많은 책과 팜플렛을 썼다.

## 정치경력

### 사회주의자
1907년 16세의 브라우더는 위치타에서 미국 사회당에 입당하여 1912년 신디칼리스트의 이상을 지지하던 많은 당원들이 당헌에 반[사보타주] 조항을 추가하고 국가 행정 위원회 회수에 나서면서 당을 떠났다.윌리엄 "빅 빌" 헤이우드. 역사학자 테오도어 드레이퍼는 브라우더가 "미국 노동 연맹(AFL)에서 일하는 것을 믿었던 신디칼리즘 운동의 분파에 영향을 받았다."고 언급했다.테오도어 드레이퍼 308쪽 /> 이러한 이념적 성향은 젊은 브라우더를 윌리엄 Z와 접촉하게 했다. 북미 신디칼리스트 연맹(Syndicalist League of North America)의 창립자인 포스터는 캔자스 출신의 IWW 지지자 제임스 P. 캐넌과 비슷한 정책을 기반으로 했다.
브라우더는 미주리주 캔자스시티로 이주하여 사무직으로 고용되어 자신의 직업인 부기부, 속기부, 회계사 조합인 AFL에 들어갔다.<ref name="1916년, 그는 캔자스주 올라테에 있는 존슨 카운티 협동조합의 매니저로 취직했다.{{필수 필요|날짜=2021년 7월}일 브라우더는 제1차 세계 대전에 적극적으로 반대했고 공개적으로 반대 의견을 표명했다. 1917년 미국이 전쟁에 참가한 후 브라우더는 초안법과 미등록법을 위반하는 음모를 꾸민 간첩법에 따라 체포되어 기소되었다.<ref name="Theodore Draper 페이지 309">Theodore Draper', The Roots of American Communications', 309페이지, 브라우더는 음모죄로 징역 2년과 미등록으로 1년을 선고받았습니다, 

### 공산주의자
1919년, 브라우더, 캐논과 캔자스시티의 동료들은 "The Workers World"라는 급진적인 신문을 창간했다. 그러나 그해 6월 브라우더는 다시 음모 혐의로 수감되었고 캐넌은 편집장을 맡았다. 브라우더의 두 번째 수감 기간은 1920년 11월까지 지속되었고, 사회당 좌익부가 미국공산당과 미국공산당을 결성하기 위해 SPA를 탈퇴한 결정적인 기간 동안 활동하지 못하게 되었다.f 미국]. 1921년 공식적으로 두 공산당이 합병되면서 일련의 분열과 합병이 뒤따랐다.
결국 감옥에서 풀려난 브라우더는 연합 공산당(UCP)에 입당했고, 그의 오랜 동료인 윌리엄 Z에 의해 출범한 신생 노동조합 교육 연맹(TUEL)에 가입했다. 조성하다. 브라우더는 TUEL의 월간 잡지 '노동 헤럴드'의 편집장으로 취직했다.
1920년 그리고리 지노비예프가 이끄는 공산주의 인터내셔널(코민테른)은 공산주의 노동조합의 국제 연합인 RILU를 설립하기로 결정했다. 1921년 7월 모스크바에서 창립 총회가 열릴 예정이었고, 미국 공산당과 세계 산업 노동자들을 포함한 미국 대표단이 모였다. 얼 브라우더는 캔자스 광부들을 대표하여 이 대표단에 임명되었고, 당원이 아닌 포스터는 연방 언론을 대표하는 기자로서 참석하였다.<시어도어 드레이퍼>, 316쪽, <미국 공산주의의 뿌리>, <<ref>이 소련으로의 여행은 우연히 신디칼리스트 포스터를 공산주의 운동에 참여시키는 데 결정적인 역할을 했다.
1920년대 초반 내내 브라우더와 포스터는 TUEL에서 긴밀히 협력하여 공화당의 선거 패권에 도전할 수 있는 새로운 대중적 집단인 농노당을 설립하는 데 시카고 노동 연맹의 지지를 얻으려고 노력했다.공화당 및 민주당(미국)|민주당 정당들.
1928년, 브라우더는 그의 여자친구 키티 해리스와 함께 중국으로 건너가 상하이에서 살았고, 그곳에서 아시아와 태평양 분지의 국가들을 통합하기 위해 일하는 비밀 노동 조직인 RILU의 범태평양 노동조합 사무국의 서기로 일했다.  두 사람은 1929년 1월 미국으로 돌아왔다.

## 역대 선거 결과
| 선거명        | 직책명                     | 대수 | 정당        | 득표율 | 득표수 (선거인단) | 결과 | 당락 |
| ------------- | -------------------------- | ---- | ----------- | ------ | ----------------- | ---- | ---- |
| 1930년 선거   | 하원의원 (뉴욕 제6선거구)  | 72대 | 미국 공산당 | 0.81%  | 802표             | 4위  | 낙선 |
| 1932년 선거   | 하원의원 (뉴욕 제20선거구) | 73대 | 미국 공산당 | 0.95%  | 309표             | 4위  | 낙선 |
| 1936년 선거   | 미국의 대통령              | 32대 | 미국 공산당 | 0.17%  | 79,211표 (0명)    | 5위  | 낙선 |
| 1940년 재선거 | 하원의원 (뉴욕 제14선거구) | 76대 | 미국 공산당 | 13.56% | 3,080표           | 3위  | 낙선 |
| 1940년 선거   | 미국의 대통령              | 32대 | 미국 공산당 | 0.10%  | 48,548표 (0명)    | 5위  | 낙선 |

## 같이 보기
- 공산당 불요론